# Súdovce
Súdovce jsou obec v okrese Krupina v Banskobystrickém kraji na Slovensku. Žije zde 209 obyvatel. Nachází se 7 km severně od města Dudince.

## Historie
První zmínka o vesnici Súdovce pochází z roku 1244.

## Zajímavosti obce
Roste zde zákonem chráněný strom: Jinan dvoulaločný (Ginkgo biloba). Mezi dominanty obce patří evangelický kostel z roku 1932 a nový moderní římskokatolický kostel Povýšení svatého Kříže. Jižně od obce se nachází rybník.